# Laval-en-Belledonne
Laval-en-Belledonne (até 2020: Laval) é uma comuna francesa na região administrativa de Auvérnia-Ródano-Alpes, no departamento de Isère.